# Kristina Leonidowna Reszowa
Kristina Leonidowna Reszowa (russisch Кристина Леонидовна Резцова; engl. Transkription Kristina Reztsova; * 27. April 1996 in Moskau) ist eine russische Biathletin.

## Karriere
Ihr erstes internationales Biathlonrennen bestritt Kristina Reszowa am 18. Februar 2015 beim Einzelrennen der Jugend bei den Juniorenweltmeisterschaften in Minsk-Raubitschy. Mit fünf Schießfehlern belegte sie Rang 13. Tags darauf holte sie in der Staffel gemeinsam mit Jelisaweta Kaplina und Natalja Uschkina hinter Belarus die Silbermedaille.
Bei der Sommer-WM im selben Jahr gelang es ihr, in der Juniorenklasse in jedem Rennen eine Medaille zu gewinnen. Darunter waren ihre ersten beiden internationalen Einzelmedaillen. In der Mixed-Staffel gewann sie mit ihrem Team Silber, im darauffolgenden Sprint holte sie Bronze, in der Verfolgung wieder Silber, nur geschlagen von Anastassija Merkuschyna.
Nach weiteren Teilnahmen bei Sommer-Weltmeisterschaften, Juniorenweltmeisterschaften und dem IBU-Junior-Cup, teils mit Medaillengewinnen, gehörte Reszowa ab der Saison 2017/18 fest zum IBU-Cup-Team. Gleich in ihrem ersten Rennen, dem Sprint von Sjusjøen, verpasste sie mit Platz 4 nur knapp das Podium. Mit der Single-Mixed-Staffel gelang ihr gemeinsam mit dem erfahrenen Alexei Wolkow nach einem dritten Platz in Lenzerheide im Dezember in Obertilliach ihr erster IBU-Cup-Sieg. Dies war ihr erster großer Erfolg im Seniorenbereich. Kurz darauf, im Januar, holte sie am Arber im Sprint mit Platz 3 ihr erstes IBU-Cup-Einzelpodium. Bei den Europameisterschaften hingegen blieb sie ohne Medaille. Auch in der restlichen Saison gelang ihr kein Podestplatz mehr. Trotzdem wurde sie am Ende der Saison zum Weltcup in Tjumen berufen, wo Reszowa so ihr Weltcup-Debüt feiern konnte. Im Sprint wurde sie mit zwei Fehlern 62. und verpasste somit die Verfolgung denkbar knapp.
Die Saison 2018/19 verbrachte sie mit einem zweiten Platz im Sprint von Martell als Höhepunkt durchweg im IBU-Cup.
2019/20 gehörte Reszowa mit Ausnahme der Europameisterschaften durchgängig zum Weltcup-Team. Auch in den Staffeln, mit der sie in Hochfilzen auf Rang 2 lief, war sie gesetzt. Ihr bestes Weltcup-Einzelergebnis war Platz 18 in der Hochfilzener Verfolgung. Sie war auf Position 19 ins Rennen gegangen und am Ende hinter Swetlana Mironowa zweitbeste Russin. Bei den Europameisterschaften holte sie zwei Silbermedaillen. Eine in der Mixed-Staffel gemeinsam mit Wiktorija Sliwko, Eduard Latypow und Said Karimulla Chalili, die andere in der Verfolgung mit zwei Fehlern hinter Jelena Krutschinkina. Die war der bisher größte Erfolg ihrer Biathlonkarriere.
Die Saison 2020/21 verpasste sie aufgrund der Geburt ihres Sohnes.

## Privates
Kristina Reszowa ist die Tochter der früheren russischen Skilangläuferin und Biathletin der 1980er und 1990er Jahre Anfissa Reszowa. Auch ihre ältere Schwester Darja Wirolainen war als Biathletin aktiv. Ihr Vater ist der belarussische Biathlontrainer Leonid Reszow.
Reszowa wohnt in Moskau. Sie ist mit Iwan Anissimow verheiratet und hat mit ihm einen Sohn (* 2021) und eine Tochter (* 2023).

## Wettkampfbilanz

### Weltcupsiege
| Nr. | Datum        | Ort     | Disziplin              |
| --- | ------------ | ------- | ---------------------- |
| 1.  | 8. Jan. 2022 | Oberhof | Single-Mixed-Staffel 1 |

### Weltcupplatzierungen
Die Tabelle zeigt alle Platzierungen (je nach Austragungsjahr einschließlich Olympische Spiele und Weltmeisterschaften).
- 1.–3. Platz: Anzahl der Podiumsplatzierungen
- Top 10: Anzahl der Platzierungen unter den ersten zehn (einschließlich Podium)
- Punkteränge: Anzahl der Platzierungen innerhalb der Punkteränge (einschließlich Podium und Top 10)
- Starts: Anzahl gelaufener Rennen in der jeweiligen Disziplin
- Staffel: inklusive Mixed- und Single-Mixed-Staffeln

| Platzierung               | Einzel | Sprint | Verfolgung | Massenstart | Staffel | Gesamt |
| ------------------------- | ------ | ------ | ---------- | ----------- | ------- | ------ |
| 1. Platz                  |        |        |            |             | 1       | 1      |
| 2. Platz                  |        |        |            |             | 3       | 3      |
| 3. Platz                  |        |        |            | 1           | 1       | 2      |
| Top 10                    | 1      | 2      | 1          | 2           | 8       | 14     |
| Punkteränge               | 2      | 7      | 7          | 2           | 10      | 28     |
| Starts                    | 3      | 14     | 7          | 2           | 10      | 36     |
| Stand: Saisonende 2021/22 |        |        |            |             |         |        |